# Arcidiocesi di Port-au-Prince
L'arcidiocesi di Port-au-Prince (in latino: Archidioecesis Portus Principis) è una sede metropolitana della Chiesa cattolica ad Haiti. Nel 2021 contava 3.124.950 battezzati su 4.341.340 abitanti. È retta dall'arcivescovo Max Leroy Mésidor.

## Territorio
L'arcidiocesi comprende il dipartimento dell'Ovest nella repubblica di Haiti.
Sede arcivescovile è la città di Port-au-Prince, dove si trova la cattedrale di Nostra Signora Assunta, distrutta dal terremoto del gennaio del 2010.
Il territorio si estende su 4.983 km² ed è suddiviso in 125 parrocchie.
La provincia ecclesiastica di Port-au-Prince, istituita nel 1861, comprende le seguenti suffraganee:
- diocesi di Anse-à-Veau-Miragoâne,
- diocesi di Jacmel,
- diocesi di Jérémie,
- diocesi di Les Cayes.

## Storia
L'arcidiocesi è stata eretta il 3 ottobre 1861 con la bolla Catholicae romanae di papa Pio IX, ricavandone il territorio dall'arcidiocesi di Santo Domingo.
Il 25 febbraio 1988 ha ceduto una porzione del suo territorio a vantaggio dell'erezione della diocesi di Jacmel.
Il 31 gennaio 1991 ha ceduto un'altra porzione del suo territorio a vantaggio dell'erezione della diocesi di Fort-Liberté; contestualmente alcune modifiche territoriali hanno fatto coincidere il territorio arcivescovile con quello del dipartimento dell'Ovest.
Il 12 gennaio 2010 un violento terremoto ha colpito l'arcidiocesi provocando migliaia di vittime, fra cui l'arcivescovo Joseph Serge Miot, e distruggendo la cattedrale.

## Cronotassi degli arcivescovi
Si omettono i periodi di sede vacante non superiori ai 2 anni o non storicamente accertati.
- Martial-Guillaume-Marie Testard du Cosquer † (7 settembre 1863 - 27 luglio 1869 deceduto)
- Alexis-Jean-Marie Guilloux (Guillons) † (27 giugno 1870 - 24 ottobre 1885 deceduto)
- Constant-Mathurin Hillion † (10 giugno 1886 - 21 febbraio 1890 deceduto)
  - Sede vacante (1890-1894)
- Giulio Tonti † (1º ottobre 1894 - 21 luglio 1902 nominato nunzio apostolico in Brasile)[5]
- Julien-Jean-Guillaume Conan † (16 settembre 1903 - 5 dicembre 1930 dimesso[6])
- Joseph-Marie Le Gouaze † (5 dicembre 1930 succeduto - 24 giugno 1955 dimesso[7])
- François-Marie-Joseph Poirier † (3 luglio 1955 - 18 agosto 1966 dimesso[8])
- François-Wolff Ligondé † (20 agosto 1966 - 1º marzo 2008 ritirato)
- Joseph Serge Miot † (1º marzo 2008 - 12 gennaio 2010 deceduto)
- Guire Poulard † (12 gennaio 2011 - 7 ottobre 2017 ritirato)
- Max Leroy Mésidor, dal 7 ottobre 2017

## Statistiche
L'arcidiocesi nel 2021 su una popolazione di 4.341.340 persone contava 3.124.950 battezzati, corrispondenti al 72,0% del totale.
| anno | popolazione | popolazione | popolazione | presbiteri | presbiteri | presbiteri | presbiteri                | diaconi | religiosi | religiosi | parrocchie |
| anno | battezzati  | totale      | %           | numero     | secolari   | regolari   | battezzati per presbitero | diaconi | uomini    | donne     | parrocchie |
| ---- | ----------- | ----------- | ----------- | ---------- | ---------- | ---------- | ------------------------- | ------- | --------- | --------- | ---------- |
| 1948 | 900.000     | 1.000.000   | 90,0        | 131        | 88         | 43         | 6.870                     |         | 117       | 259       | 39         |
| 1963 | 1.169.405   | 1.305.340   | 89,6        | 162        | 98         | 64         | 7.218                     |         | 136       | 292       | 49         |
| 1970 | 1.880.700   | 1.983.826   | 94,8        | 141        | 111        | 30         | 13.338                    |         | 139       | 302       | 52         |
| 1976 | 1.500.000   | 1.600.000   | 93,8        | 139        | 97         | 42         | 10.791                    |         | 160       | 341       | 54         |
| 1980 | 1.650.000   | 1.780.000   | 92,7        | 144        | 102        | 42         | 11.458                    |         | 152       | 372       | 54         |
| 1990 | 1.911.000   | 2.420.000   | 79,0        | 154        | 97         | 57         | 12.409                    | 2       | 247       | 411       | 51         |
| 1999 | 2.500.000   | 3.500.000   | 71,4        | 163        | 100        | 63         | 15.337                    | 4       | 223       | 450       | 50         |
| 2000 | 2.500.000   | 3.500.000   | 71,4        | 226        | 91         | 135        | 11.061                    | 4       | 412       | 450       | 54         |
| 2001 | 2.500.000   | 3.500.000   | 71,4        | 235        | 82         | 153        | 10.638                    | 4       | 430       | 423       | 55         |
| 2002 | 2.500.000   | 3.500.000   | 71,4        | 239        | 84         | 155        | 10.460                    | 4       | 432       | 460       | 57         |
| 2003 | 2.500.000   | 3.500.000   | 71,4        | 236        | 110        | 126        | 10.593                    | 3       | 403       | 423       | 57         |
| 2004 | 2.500.000   | 3.500.000   | 71,4        | 277        | 120        | 157        | 9.025                     | 4       | 387       | 1.200     | 62         |
| 2013 | 3.056.000   | 4.244.000   | 72,0        | 271        | 131        | 140        | 11.276                    | 1       | 474       | 1.377     | 89         |
| 2016 | 3.167.000   | 4.398.000   | 72,0        | 306        | 150        | 156        | 10.349                    | 1       | 530       | 1.377     | 117        |
| 2019 | 3.039.300   | 4.220.809   | 72,0        | 299        | 158        | 141        | 10.164                    |         | 367       | 1.385     | 120        |
| 2021 | 3.124.950   | 4.341.340   | 72,0        | 404        | 170        | 234        | 7.735                     |         | 502       | 539       | 125        |